# Point de vue (nouvelle)
Point de vue (titre original : Point of View) est une nouvelle d'Isaac Asimov publiée pour la première fois en juillet 1975 dans Boys' Life Magazine. Elle est disponible en France dans le recueil de nouvelles Nous les robots.

## Résumé
Roger rend visite à son père, Atkins, qui travaille beaucoup au Multivac : ces derniers temps, l’ordinateur peine à fournir de bonnes réponses dans les temps. Roger fait prendre conscience à son père que comme un enfant, Multivac a peut-être tout simplement besoin de se reposer, de jouer.